# Ityphilus crabilli
Ityphilus crabilli är en mångfotingart som beskrevs av Pereira, Minelli och Paolo Barbieri 1994. Ityphilus crabilli ingår i släktet Ityphilus och familjen Ballophilidae. Inga underarter finns listade i Catalogue of Life.